# Уголовная ответственность за нарушение авторских прав в США
Уголовная ответственность за нарушение авторских прав в США существует для того, чтобы защитить авторство творческих людей в Соединенных Штатах. Незаконное использование чужой интеллектуальной собственности с целью наживы может нарушить законы об авторском праве и влечёт за собой штраф и тюремный срок. Уголовные законы об авторском праве были частью законов США с 1897 года, в которые был добавлен штраф за незаконные использования произведений с целью извлечения прибыли. Спектр уголовных наказаний был значительно расширены во второй половине XX века, и тот, кто признан виновным в уголовном нарушении авторских прав, теперь может оказаться за решеткой на десятилетия, и оштрафован на сотни тысяч долларов.
Уголовные наказания, в целом, требуют, чтобы нарушитель знал, что совершает преступление, в то же время при гражданском нарушении авторских прав правонарушители могут быть «невинными» (без намерения нарушать). Среди них могут быть «обычные» нарушители и «злостные» нарушители.

## История
В 1787 году основатели Соединенных Штатов записали авторские права отдельным пунктом в Конституции США, которая предоставила Конгрессу Соединенных Штатов власть, «способствовать прогрессу науки и полезных искусств, обеспечивая на определенный срок авторам и изобретателям исключительное право на их произведения и открытия.». Авторское право имеет цель продвижения прогресса и защиты авторов от недобросовестной конкуренции, и предоставляет ограниченную монополию авторам на производство и распространение плодов своего труда для стимулирования дальнейшего творческого производства. Защита авторских прав конституционно ограничена по времени и масштабу, чтобы предотвратить пагубное влияние монополии на культуру. Для дальнейшей защиты авторских прав, записанных в Конституции, в США был принят закон Об авторском праве 1790 года, в которым была записана защита авторских прав американских авторов в течение 14 лет, с необязательным 14-летним продлением. Авторское право оставалось таким же около ста лет, а нарушения оставались гражданскими правонарушениями. Прежний Верховный Суд считал, что авторское право не является естественным законом на право собственности, а является правом, предоставленным Конгрессом.
Впервые уголовная ответственность за нарушение авторских прав в США была введена в законе Об авторском праве США в 1897 году. Уголовная ответственность следовала за «незаконные спектакли и представления авторских драматических и музыкальных произведений», если нарушение было умышленным с целью получения прибыли". Длительность защиты авторского права увеличивается до 28 лет с дополнительным 28-летним продлением. В настоящее время, авторское право действует в течение жизни автора плюс 70 лет, или, в случае анонимных работ или работ по найму — 95 лет с момента публикации или 120 лет, начиная с года создания произведения, в зависимости от того, какой срок истекает первым.

## Теоретические основы
Положения о назначении уголовной ответственности за нарушения авторских прав вызывает беспокойство в свете обоснования уголовных санкций, чтобы не оказать значительный вред лицам или национальной политике США. Во многих случаях то, что считается преступным посягательством или «хищением» по уголовной ответственности за нарушение авторских прав не может рассматриваться как вред, причиненный правообладателю и отличается от стандартных понятий воровства, так как нарушитель не забирал и не уносил с собой никакого личного имущества других людей".

## Юридическое определение
Преступные нарушения авторских прав подразумевают, что нарушитель действовал «с целью получения коммерческой выгоды или частной финансовой выгоды.» п. .17 U. S. С. § 506(а). повествует, что для установления уголовной ответственности, прокурор должен показать авторам их основные элементы авторских прав: действительность владения авторским правом и нарушение его. Затем правительство должно доказать, что ответчик самовольно нарушил право или, иными словами, обладал необходимой субъективной стороной преступления.
Физическое лицо может нести ответственность, если нарушение было совершено:
(Б) путём воспроизведения и распространения, в том числе электронными средствами, в течение любого 180-дневного периода, одного или более экземпляров или phonorecords из одного или более произведений, охраняемых авторским правом, общей розничной стоимостью более чем $1,000; или
(С) распространение произведения проводится для коммерческих целей, сделав его доступным в компьютерной сети, доступной для представителей общественности, если такие лица знали или должны были знать, что работа предназначалась для коммерческого распространения. 17 U. S. С. § 506(а)(1).
За преступление, касающееся нарушения авторских прав налагаются серьезные штрафы и наказания: п. 18 U. S. С. § 2319(б).
- наказание лишением свободы не более 5 лет, или штраф в размерах, предусмотренных настоящим разделом, или оба наказания, если преступление состоит в размножении или распространении произведений, в том числе электронными средствами, в течение любого 180-дневного периода, не менее 10 копий, одного или более произведений, охраняемых авторским правом, общей розничной стоимостью более $2,500;
- возможное лишение свободы на срок не более 10 лет, или штраф в размерах, предусмотренных настоящим разделом, или оба наказания, если это деяние является преступлением.

Если ответчику удастся доказать, что законное копировать или использование произведение проводилось, например, через президентскую программу — то бремя доказывания нарушения ложится на правительство.

## Гражданские санкции за нарушения авторских прав
Нарушение авторских прав владельца авторских прав может привести к гражданским или уголовным штрафным санкциям. Современное авторское право рассматривает уголовную и гражданско-правовую ответственность. Часто при нарушениях авторского права уголовная ответственность не налагается и сохраняется высокая степень неопределенности в определении налагаемого вида наказания.
Существует три уровня гражданского нарушения авторских прав: гражданское нарушение может быть «невинным», «обыкновенным» и «волевым». Существует ряд наказаний, которые могут быть наложены на нарушителей в зависимости от правонарушения. Невиновные нарушители — это те, кто "не знал и не имел оснований полагать, что его или её действия представляют собой нарушение авторских прав, " что предполагает определенную степень неосторожности. Намеренное нарушение требует более высокой степени вины. Степень знания или «своеволие», необходимые для гражданско-правовой ответственности за нарушение авторских прав является довольно низким и неопределенным. Незнание или намерение строго необходимо для определения гражданского нарушения. Хотя в некоторых случаях имеются признаки того, что намеренное нарушение гражданским иском требует некоторых знаний, что ответчик знал, что эти его действия представляют собой нарушение авторского права или действовал с пренебрежением к правообладателю прав. Эта позиция является спорной и требуются дополнительные сведения, чтобы оправдать отягчающее действие для наказания подсудимого.

## Политика
Склонность ограничивать доступ к материалам по охраняемым авторским правам копится со временем. Наблюдается постоянное увеличение числа случаев преследования и серьезности санкций, налагаемых правительством США, который недавно объявил о своем намерении делать основными приоритеты уголовного преследования нарушителей авторского права. Гражданский Статут предусматривает строгую ответственность за нарушение. При этом широкий спектр поведений может подпасть под уголовные законы. Смещение нижнего порога гражданской ответственности на уголовное наказание более вероятно там, где нет четких указаний, как судам трактовать «своеволие» в нарушении авторских прав при уголовном судопроизводстве.